# Caesioscorpis theagenes
Caesioscorpis theagenes, jedina vrsta ribe u svome rodu, porodica Serranidae, red Perciformes. U eng. jeziku poznata je kao Blowhole perch, i endemska je vrsta pred zapadnom obalom Australije.
Klasificirao ju je Whitley, 1945.